# راکومیتریوم کانسنس
راکومیتریوم کانسنس (نام علمی: Racomitrium canescens) نام یک گونه از سرده گریمیا است. این نوع خزه در زبان ژاپنی سوناگوکه نامیده می‌شود و در ساختن کوکه‌داما (توپ خزه) استفاده می‌شود.